# تروفيو لايقويليا 2022
تروفيو لايقويليا 2022 (بالإيطالية: Trofeo Laigueglia 2022)‏ هو سباق دراجات هوائية، وهو الموسم رقم 59 من تروفيو لايقويليا، وأقيم في 2 مارس 2022، وامتدّ لمسافة 202 كيلومتر ضمن سباقات سلسلة سباقات الاتحاد الدولي للدراجات للمحترفين 2022.
فاز بالمركز الأول جان بولانك، وبالمركز الثاني خوان أيوسو، وبالمركز الثالث Alessandro Covi ‏.

## الفرق
| فرق عالمية (8)- AG2R Citroën Team - Astana Qazaqstan Team - Cofidis - Groupama-FDJ - Ineos Grenadiers - Intermarché-Wanty-Gobert Matériaux - Trek-Segafredo - UAE Team Emirates فرق برو (7)- بي آند بي هوتيلز 2022 ‏ - Bardiani-CSF-Faizanè - بنجوال باوليز ساوكس دبليو بي 2022 ‏ - درون هوبر-أندروني جوكاتولي 2022 ‏ - فريق إيولو كوميت لركوب الدراجات 2022 ‏ - كيرن فارما 2022 ‏ - Arkéa-Samsic فرق قارية (8)- بلترامي تي إس أيه–مارشيول ‏ - Biesse–Carrera ‏ - جنرال ستور بوتولي زارديني ‏ - MG.K vis Colors for Peace ‏ - كولباك ‏ - Team Solution Tech–Vini Fantini ‏ - Q36.5 Continental Team ‏ - Sam–Vitalcare–Dynatek ‏ فريق وطني- فريق إيطاليا لركوب الدراجات للرجال 2022 ‏ |  |
| |  |

## المشاركون
| Trek-Segafredo TFS | Trek-Segafredo TFS | Trek-Segafredo TFS |
| ------------------ | ------------------ | ------------------ |
| م                  | عداء               | مرتبة              |
| 1                  | باوك موليما        | 22                 |
| 2                  | جيانلوكا برامبيلا  | لم يكمل السباق     |
| 3                  | Simon Pellaud ‏     | 64                 |
| 4                  | Jacopo Mosca ‏      | لم يكمل السباق     |
| 5                  | Antonio Tiberi ‏    | 70                 |
| 6                  | جوليو سيكوني       | 8                  |
| 7                  | Antwan Tolhoek ‏    | 59                 |

| AG2R Citroën Team ACT | AG2R Citroën Team ACT | AG2R Citroën Team ACT |
| --------------------- | --------------------- | --------------------- |
| م                     | عداء                  | مرتبة                 |
| 11                    | Clément Champoussin ‏  | 10                    |
| 12                    | Jaakko Hänninen ‏      | 68                    |
| 13                    | Paul Lapeira ‏         | 19                    |
| 14                    | Nans Peters ‏          | 51                    |
| 15                    | أندريا فيندرام        | 15                    |
| 16                    | Larry Warbasse ‏       | 39                    |
| 17                    | Clément Berthet ‏      | لم يكمل السباق        |

| Astana Qazaqstan Team AST | Astana Qazaqstan Team AST | Astana Qazaqstan Team AST |
| ------------------------- | ------------------------- | ------------------------- |
| م                         | عداء                      | مرتبة                     |
| 21                        | مانويل بوارو              | لم يكمل السباق            |
| 22                        | Samuele Battistella ‏      | لم يكمل السباق            |
| 23                        | فابيو فلين                | 14                        |
| 25                        | جياني موسكون              | لم يكمل السباق            |
| 26                        | Aleksandr Riabushenko ‏    | لم يكمل السباق            |
| 27                        | بيترو فيلاسكو             | 20                        |

| Cofidis COF | Cofidis COF    | Cofidis COF    |
| ----------- | -------------- | -------------- |
| م           | عداء           | مرتبة          |
| 31          | توماس شامبيون  | 48             |
| 32          | Victor Lafay ‏  | 6              |
| 33          | Axel Zingle ‏   | لم يكمل السباق |
| 34          | دافيد سيمولاي  | 45             |
| 35          | بنجامين توماس  | 17             |
| 36          | دافيد فييلا    | لم يكمل السباق |
| 37          | سيموني كونسوني | 29             |

| Groupama-FDJ GFC | Groupama-FDJ GFC          | Groupama-FDJ GFC |
| ---------------- | ------------------------- | ---------------- |
| م                | عداء                      | مرتبة            |
| 41               | ديفيد جودو                | لم يكمل السباق   |
| 42               | ماثيو لاداجنوس            | لم يكمل السباق   |
| 43               | سيباستيان رايشنباخ        | 13               |
| 44               | أنتوني رو                 | 60               |
| 45               | كوينتين باشر              | 9                |
| 46               | مايكل ستورر               | 26               |
| 47               | Lenny Martinez (cyclist) ‏ | 37               |

| Ineos Grenadiers IGD | Ineos Grenadiers IGD | Ineos Grenadiers IGD |
| -------------------- | -------------------- | -------------------- |
| م                    | عداء                 | مرتبة                |
| 51                   | لورينز دي بلس        | لم يكمل السباق       |
| 52                   | ديلان فان بارلي      | 27                   |
| 53                   | إدوارد دنبر          | لم يكمل السباق       |
| 54                   | كارلوس رودريغيز كانو | 5                    |
| 55                   | سالفاتوري بوتشيو     | 55                   |
| 56                   | ريتشي بورت           | 12                   |
| 57                   | عمر فريل (طريق)      | لم يكمل السباق       |

| Intermarché-Wanty-Gobert Matériaux IWG | Intermarché-Wanty-Gobert Matériaux IWG | Intermarché-Wanty-Gobert Matériaux IWG |
| -------------------------------------- | -------------------------------------- | -------------------------------------- |
| م                                      | عداء                                   | مرتبة                                  |
| 61                                     | يان باكيلانتس                          | 28                                     |
| 62                                     | Théo Delacroix ‏                        | لم يكمل السباق                         |
| 63                                     | كوينتن هيرمانز                         | لم يكمل السباق                         |
| 64                                     | Simone Petilli ‏                        | 49                                     |
| 65                                     | لورينزو روتا                           | 4                                      |
| 66                                     | Laurens Huys ‏                          | لم يكمل السباق                         |
| 67                                     | دومينيكو بوزوفيفو                      | 11                                     |

| UAE Team Emirates UAD | UAE Team Emirates UAD | UAE Team Emirates UAD |
| --------------------- | --------------------- | --------------------- |
| م                     | عداء                  | مرتبة                 |
| 71                    | دافيد فورمولو         | لم يكمل السباق        |
| 72                    | إيفو أوليفيرا         | لم يكمل السباق        |
| 73                    | جان بولانك            | 1                     |
| 74                    | دييغو يليسي           | 7                     |
| 75                    | Alessandro Covi ‏      | 3                     |
| 76                    | جويل سوتير            | لم يكمل السباق        |
| 77                    | خوان أيوسو            | 2                     |

| Bardiani CSF Faizanè BCF | Bardiani CSF Faizanè BCF | Bardiani CSF Faizanè BCF |
| ------------------------ | ------------------------ | ------------------------ |
| م                        | عداء                     | مرتبة                    |
| 81                       | فيليبو زانا              | 21                       |
| 82                       | جيوفاني فيسكونتي         | لم يكمل السباق           |
| 83                       | Alex Tolio ‏              | لم يكمل السباق           |
| 84                       | Omar El Gouzi ‏           | 52                       |
| 85                       | Alessio Martinelli ‏      | لم يكمل السباق           |
| 86                       | Alessio Nieri ‏           | لم يكمل السباق           |
| 87                       | Davide Gabburo ‏          | 73                       |

| فيتال كونسبت ‏ BBK | فيتال كونسبت ‏ BBK | فيتال كونسبت ‏ BBK |
| ----------------- | ----------------- | ----------------- |
| م                 | عداء              | مرتبة             |
| 91                | Thibault Ferasse ‏ | لم يكمل السباق    |
| 92                | جوناثان إيفيرت    | لم يكمل السباق    |
| 93                | سيريل غوتييه      | 34                |
| 95                | ميغيل هايدمان ‏    | لم يكمل السباق    |
| 97                | Maxime Chevalier ‏ | 50                |

| بنجوال باوليز ساوكس دبليو بي ‏ BWB | بنجوال باوليز ساوكس دبليو بي ‏ BWB | بنجوال باوليز ساوكس دبليو بي ‏ BWB |
| --------------------------------- | --------------------------------- | --------------------------------- |
| م                                 | عداء                              | مرتبة                             |
| 101                               | كيني مولي                         | 30                                |
| 102                               | Louis Blouwe ‏                     | لم يكمل السباق                    |
| 103                               | Rémy Mertz ‏                       | لم يكمل السباق                    |
| 104                               | ماركو تيزا                        | لم يكمل السباق                    |
| 105                               | Gil Gelders ‏                      | 62                                |
| 106                               | Leander Van Hautegem ‏             | 63                                |
| 107                               | Mathijs Paasschens ‏               | لم يكمل السباق                    |

| أندروني جوكاتولي-سيدرمك ‏ DRA | أندروني جوكاتولي-سيدرمك ‏ DRA | أندروني جوكاتولي-سيدرمك ‏ DRA |
| ---------------------------- | ---------------------------- | ---------------------------- |
| م                            | عداء                         | مرتبة                        |
| 111                          | Natnael Tesfatsion ‏          | 24                           |
| 112                          | Simone Ravanelli ‏            | 41                           |
| 113                          | Mattia Bais ‏                 | 46                           |
| 114                          | ألكساندر سيبيدا              | لم يكمل السباق               |
| 115                          | Didier Merchán ‏              | لم يكمل السباق               |
| 116                          | خوان دييغو ألبا ‏             | 56                           |
| 117                          | Edoardo Zardini (cyclist) ‏   | 40                           |

| إيولو كوميت ‏ EOK | إيولو كوميت ‏ EOK     | إيولو كوميت ‏ EOK |
| ---------------- | -------------------- | ---------------- |
| م                | عداء                 | مرتبة            |
| 121              | لورينزو فورتوناتو    | 25               |
| 122              | Samuele Rivi ‏        | 66               |
| 123              | Diego Pablo Sevilla ‏ | 78               |
| 124              | Davide Bais ‏         | 38               |
| 125              | فرانسيسكو جافازي     | 33               |
| 126              | دييغو روزا           | لم يكمل السباق   |
| 127              | ميركو مايستري        | لم يكمل السباق   |

| Equipo Kern Pharma ‏ EKP | Equipo Kern Pharma ‏ EKP | Equipo Kern Pharma ‏ EKP |
| ----------------------- | ----------------------- | ----------------------- |
| م                       | عداء                    | مرتبة                   |
| 131                     | Sergio Araiz ‏           | لم يكمل السباق          |
| 132                     | Roger Adrià ‏            | 32                      |
| 133                     | Iván Moreno ‏            | 53                      |
| 134                     | Urko Berrade ‏           | 58                      |
| 135                     | فرنسيسكو غالفان         | لم يكمل السباق          |
| 136                     | مارتي ماركيز            | 69                      |
| 137                     | Iván Cobo ‏              | لم يكمل السباق          |

| Arkéa-Samsic ARK | Arkéa-Samsic ARK  | Arkéa-Samsic ARK |
| ---------------- | ----------------- | ---------------- |
| م                | عداء              | مرتبة            |
| 151              | ماكسيم بويه       | 18               |
| 152              | ايلي جيسبرت       | لم يكمل السباق   |
| 153              | Łukasz Owsian ‏    | 16               |
| 154              | Dayer Quintana ‏   | لم يكمل السباق   |
| 155              | Alessandro Verre ‏ | 36               |
| 156              | وينر أنكونا       | 57               |
| 157              | أنتوني ديلابلاسي  | 35               |

| فريق إيطاليا لركوب الدراجات للرجال 2022 ‏ ITA | فريق إيطاليا لركوب الدراجات للرجال 2022 ‏ ITA | فريق إيطاليا لركوب الدراجات للرجال 2022 ‏ ITA |
| -------------------------------------------- | -------------------------------------------- | -------------------------------------------- |
| م                                            | عداء                                         | مرتبة                                        |
| 161                                          | Michele Scartezzini ‏                         | لم يكمل السباق                               |
| 162                                          | نيكولو بونيفازيو                             | لم يكمل السباق                               |
| 163                                          | Kevin Colleoni ‏                              | 74                                           |
| 164                                          | Filippo Conca ‏                               | 65                                           |
| 165                                          | دانيال أوس                                   | 31                                           |
| 166                                          | Juri Zanotti ‏                                | لم يكمل السباق                               |
| 167                                          | Nadir Colledani ‏                             | لم يكمل السباق                               |

| بلترامي تي إس أيه–مارشيول ‏ BTC | بلترامي تي إس أيه–مارشيول ‏ BTC | بلترامي تي إس أيه–مارشيول ‏ BTC |
| ------------------------------ | ------------------------------ | ------------------------------ |
| م                              | عداء                           | مرتبة                          |
| 171                            | توماس بسنتي ‏                   | 23                             |
| 172                            | Andrea Piras ‏                  | لم يكمل السباق                 |
| 173                            | Matteo Freddi‏                  | لم يكمل السباق                 |
| 174                            | Pietro Aimonetto‏               | لم يكمل السباق                 |
| 175                            | Andrea Biancalani‏              | لم يكمل السباق                 |
| 176                            | Luca Cibrario‏                  | 77                             |
| 177                            | Mattia Gardi‏                   | لم يكمل السباق                 |

| Biesse–Carrera ‏ BIE | Biesse–Carrera ‏ BIE   | Biesse–Carrera ‏ BIE |
| ------------------- | --------------------- | ------------------- |
| م                   | عداء                  | مرتبة               |
| 181                 | Giacomo Villa ‏        | لم يكمل السباق      |
| 182                 | Michael Belleri ‏      | لم يكمل السباق      |
| 183                 | Riccardo Ciuccarelli ‏ | لم يكمل السباق      |
| 184                 | Anders Foldager ‏      | 67                  |
| 185                 | Mattias Nordal ‏       | لم يكمل السباق      |
| 186                 | Lorenzo Roda‏          | لم يكمل السباق      |
| 187                 | أندريا غاروسيو        | 44                  |

| جنرال ستور بوتولي زارديني ‏ GEF | جنرال ستور بوتولي زارديني ‏ GEF | جنرال ستور بوتولي زارديني ‏ GEF |
| ------------------------------ | ------------------------------ | ------------------------------ |
| م                              | عداء                           | مرتبة                          |
| 191                            | Marco Palomba‏                  | لم يكمل السباق                 |
| 192                            | Ettore Pozza‏                   | لم يكمل السباق                 |
| 193                            | Samuele Carpene‏                | 71                             |
| 194                            | Francesco Busatto ‏             | لم يكمل السباق                 |
| 195                            | Ricardo Tosin‏                  | لم يكمل السباق                 |
| 196                            | Filippo D'Aiuto ‏               | لم يكمل السباق                 |
| 197                            | Carlo Francesco Favretto‏       | لم يكمل السباق                 |

| MG.K vis Colors for Peace ‏ MGK | MG.K vis Colors for Peace ‏ MGK | MG.K vis Colors for Peace ‏ MGK |
| ------------------------------ | ------------------------------ | ------------------------------ |
| م                              | عداء                           | مرتبة                          |
| 201                            | Paul Double ‏                   | لم يكمل السباق                 |
| 202                            | Jacopo Cortese‏                 | لم يكمل السباق                 |
| 203                            | Guido Draghi‏                   | لم يكمل السباق                 |
| 204                            | Daan Hoeks ‏                    | لم يكمل السباق                 |
| 205                            | Max Stedman ‏                   | لم يكمل السباق                 |
| 206                            | Francesco Carollo‏              | 79                             |
| 207                            | Simone Piccolo‏                 | لم يكمل السباق                 |

| كولباك ‏ CPK | كولباك ‏ CPK          | كولباك ‏ CPK    |
| ----------- | -------------------- | -------------- |
| م           | عداء                 | مرتبة          |
| 211         | Lorenzo Balestra‏     | لم يكمل السباق |
| 212         | أليساندرو بارون‏      | لم يكمل السباق |
| 213         | Egidio Karim Raviele‏ | لم يكمل السباق |
| 214         | Sergio Meris ‏        | لم يكمل السباق |
| 215         | Mattia Petrucci ‏     | 61             |
| 216         | Matteo Ambrosini ‏    | لم يكمل السباق |
| 217         | Gidas Umbri ‏         | لم يكمل السباق |

| Team Solution Tech–Vini Fantini ‏ COR | Team Solution Tech–Vini Fantini ‏ COR | Team Solution Tech–Vini Fantini ‏ COR |
| ------------------------------------ | ------------------------------------ | ------------------------------------ |
| م                                    | عداء                                 | مرتبة                                |
| 221                                  | Simone Olivero ‏                      | لم يكمل السباق                       |
| 222                                  | Matteo Amella ‏                       | لم يكمل السباق                       |
| 223                                  | Marco Murgano ‏                       | 54                                   |
| 224                                  | دافيد بالداكيني ‏                     | لم يكمل السباق                       |
| 225                                  | Stefano Gandin ‏                      | لم يكمل السباق                       |
| 226                                  | Lorenzo Iacchi‏                       | لم يكمل السباق                       |
| 227                                  | Jan Stöckli ‏                         | لم يكمل السباق                       |

| Q36.5 Continental Team ‏ T4Q | Q36.5 Continental Team ‏ T4Q | Q36.5 Continental Team ‏ T4Q |
| --------------------------- | --------------------------- | --------------------------- |
| م                           | عداء                        | مرتبة                       |
| 231                         | Negasi Haylu Abreha ‏        | لم يكمل السباق              |
| 232                         | Mattia Guasco‏               | 47                          |
| 233                         | Ghebrehiwet Birhane‏         | لم يكمل السباق              |
| 234                         | Alessandro Iacchi ‏          | لم يكمل السباق              |
| 235                         | Kevin Bonaldo‏               | 76                          |
| 236                         | Jacopo Menegotto‏            | لم يبدأ                     |
| 237                         | Nicolò Parisini ‏            | لم يكمل السباق              |

| Sam–Vitalcare–Dynatek ‏ IWM | Sam–Vitalcare–Dynatek ‏ IWM | Sam–Vitalcare–Dynatek ‏ IWM |
| -------------------------- | -------------------------- | -------------------------- |
| م                          | عداء                       | مرتبة                      |
| 241                        | راؤول كولومبو‏              | 43                         |
| 242                        | Francesco Zandri‏           | لم يكمل السباق             |
| 243                        | Lorenzo Ginestra‏           | لم يكمل السباق             |
| 244                        | Federico Burchio ‏          | لم يكمل السباق             |
| 245                        | Riccardo Lucca ‏            | 72                         |
| 246                        | Nicola Venchiarutti ‏       | 42                         |
| 247                        | Samuele Zambelli ‏          | 75                         |

| Trek-Segafredo TFS | Trek-Segafredo TFS | Trek-Segafredo TFS |
| ------------------ | ------------------ | ------------------ |
| م                  | عداء               | مرتبة              |
| 1                  | باوك موليما        | 22                 |
| 2                  | جيانلوكا برامبيلا  | لم يكمل السباق     |
| 3                  | Simon Pellaud ‏     | 64                 |
| 4                  | Jacopo Mosca ‏      | لم يكمل السباق     |
| 5                  | Antonio Tiberi ‏    | 70                 |
| 6                  | جوليو سيكوني       | 8                  |
| 7                  | Antwan Tolhoek ‏    | 59                 |

| AG2R Citroën Team ACT | AG2R Citroën Team ACT | AG2R Citroën Team ACT |
| --------------------- | --------------------- | --------------------- |
| م                     | عداء                  | مرتبة                 |
| 11                    | Clément Champoussin ‏  | 10                    |
| 12                    | Jaakko Hänninen ‏      | 68                    |
| 13                    | Paul Lapeira ‏         | 19                    |
| 14                    | Nans Peters ‏          | 51                    |
| 15                    | أندريا فيندرام        | 15                    |
| 16                    | Larry Warbasse ‏       | 39                    |
| 17                    | Clément Berthet ‏      | لم يكمل السباق        |

| Astana Qazaqstan Team AST | Astana Qazaqstan Team AST | Astana Qazaqstan Team AST |
| ------------------------- | ------------------------- | ------------------------- |
| م                         | عداء                      | مرتبة                     |
| 21                        | مانويل بوارو              | لم يكمل السباق            |
| 22                        | Samuele Battistella ‏      | لم يكمل السباق            |
| 23                        | فابيو فلين                | 14                        |
| 25                        | جياني موسكون              | لم يكمل السباق            |
| 26                        | Aleksandr Riabushenko ‏    | لم يكمل السباق            |
| 27                        | بيترو فيلاسكو             | 20                        |

| Cofidis COF | Cofidis COF    | Cofidis COF    |
| ----------- | -------------- | -------------- |
| م           | عداء           | مرتبة          |
| 31          | توماس شامبيون  | 48             |
| 32          | Victor Lafay ‏  | 6              |
| 33          | Axel Zingle ‏   | لم يكمل السباق |
| 34          | دافيد سيمولاي  | 45             |
| 35          | بنجامين توماس  | 17             |
| 36          | دافيد فييلا    | لم يكمل السباق |
| 37          | سيموني كونسوني | 29             |

| Groupama-FDJ GFC | Groupama-FDJ GFC          | Groupama-FDJ GFC |
| ---------------- | ------------------------- | ---------------- |
| م                | عداء                      | مرتبة            |
| 41               | ديفيد جودو                | لم يكمل السباق   |
| 42               | ماثيو لاداجنوس            | لم يكمل السباق   |
| 43               | سيباستيان رايشنباخ        | 13               |
| 44               | أنتوني رو                 | 60               |
| 45               | كوينتين باشر              | 9                |
| 46               | مايكل ستورر               | 26               |
| 47               | Lenny Martinez (cyclist) ‏ | 37               |

| Ineos Grenadiers IGD | Ineos Grenadiers IGD | Ineos Grenadiers IGD |
| -------------------- | -------------------- | -------------------- |
| م                    | عداء                 | مرتبة                |
| 51                   | لورينز دي بلس        | لم يكمل السباق       |
| 52                   | ديلان فان بارلي      | 27                   |
| 53                   | إدوارد دنبر          | لم يكمل السباق       |
| 54                   | كارلوس رودريغيز كانو | 5                    |
| 55                   | سالفاتوري بوتشيو     | 55                   |
| 56                   | ريتشي بورت           | 12                   |
| 57                   | عمر فريل (طريق)      | لم يكمل السباق       |

| Intermarché-Wanty-Gobert Matériaux IWG | Intermarché-Wanty-Gobert Matériaux IWG | Intermarché-Wanty-Gobert Matériaux IWG |
| -------------------------------------- | -------------------------------------- | -------------------------------------- |
| م                                      | عداء                                   | مرتبة                                  |
| 61                                     | يان باكيلانتس                          | 28                                     |
| 62                                     | Théo Delacroix ‏                        | لم يكمل السباق                         |
| 63                                     | كوينتن هيرمانز                         | لم يكمل السباق                         |
| 64                                     | Simone Petilli ‏                        | 49                                     |
| 65                                     | لورينزو روتا                           | 4                                      |
| 66                                     | Laurens Huys ‏                          | لم يكمل السباق                         |
| 67                                     | دومينيكو بوزوفيفو                      | 11                                     |

| UAE Team Emirates UAD | UAE Team Emirates UAD | UAE Team Emirates UAD |
| --------------------- | --------------------- | --------------------- |
| م                     | عداء                  | مرتبة                 |
| 71                    | دافيد فورمولو         | لم يكمل السباق        |
| 72                    | إيفو أوليفيرا         | لم يكمل السباق        |
| 73                    | جان بولانك            | 1                     |
| 74                    | دييغو يليسي           | 7                     |
| 75                    | Alessandro Covi ‏      | 3                     |
| 76                    | جويل سوتير            | لم يكمل السباق        |
| 77                    | خوان أيوسو            | 2                     |

| Bardiani CSF Faizanè BCF | Bardiani CSF Faizanè BCF | Bardiani CSF Faizanè BCF |
| ------------------------ | ------------------------ | ------------------------ |
| م                        | عداء                     | مرتبة                    |
| 81                       | فيليبو زانا              | 21                       |
| 82                       | جيوفاني فيسكونتي         | لم يكمل السباق           |
| 83                       | Alex Tolio ‏              | لم يكمل السباق           |
| 84                       | Omar El Gouzi ‏           | 52                       |
| 85                       | Alessio Martinelli ‏      | لم يكمل السباق           |
| 86                       | Alessio Nieri ‏           | لم يكمل السباق           |
| 87                       | Davide Gabburo ‏          | 73                       |

| فيتال كونسبت ‏ BBK | فيتال كونسبت ‏ BBK | فيتال كونسبت ‏ BBK |
| ----------------- | ----------------- | ----------------- |
| م                 | عداء              | مرتبة             |
| 91                | Thibault Ferasse ‏ | لم يكمل السباق    |
| 92                | جوناثان إيفيرت    | لم يكمل السباق    |
| 93                | سيريل غوتييه      | 34                |
| 95                | ميغيل هايدمان ‏    | لم يكمل السباق    |
| 97                | Maxime Chevalier ‏ | 50                |

| بنجوال باوليز ساوكس دبليو بي ‏ BWB | بنجوال باوليز ساوكس دبليو بي ‏ BWB | بنجوال باوليز ساوكس دبليو بي ‏ BWB |
| --------------------------------- | --------------------------------- | --------------------------------- |
| م                                 | عداء                              | مرتبة                             |
| 101                               | كيني مولي                         | 30                                |
| 102                               | Louis Blouwe ‏                     | لم يكمل السباق                    |
| 103                               | Rémy Mertz ‏                       | لم يكمل السباق                    |
| 104                               | ماركو تيزا                        | لم يكمل السباق                    |
| 105                               | Gil Gelders ‏                      | 62                                |
| 106                               | Leander Van Hautegem ‏             | 63                                |
| 107                               | Mathijs Paasschens ‏               | لم يكمل السباق                    |

| أندروني جوكاتولي-سيدرمك ‏ DRA | أندروني جوكاتولي-سيدرمك ‏ DRA | أندروني جوكاتولي-سيدرمك ‏ DRA |
| ---------------------------- | ---------------------------- | ---------------------------- |
| م                            | عداء                         | مرتبة                        |
| 111                          | Natnael Tesfatsion ‏          | 24                           |
| 112                          | Simone Ravanelli ‏            | 41                           |
| 113                          | Mattia Bais ‏                 | 46                           |
| 114                          | ألكساندر سيبيدا              | لم يكمل السباق               |
| 115                          | Didier Merchán ‏              | لم يكمل السباق               |
| 116                          | خوان دييغو ألبا ‏             | 56                           |
| 117                          | Edoardo Zardini (cyclist) ‏   | 40                           |

| إيولو كوميت ‏ EOK | إيولو كوميت ‏ EOK     | إيولو كوميت ‏ EOK |
| ---------------- | -------------------- | ---------------- |
| م                | عداء                 | مرتبة            |
| 121              | لورينزو فورتوناتو    | 25               |
| 122              | Samuele Rivi ‏        | 66               |
| 123              | Diego Pablo Sevilla ‏ | 78               |
| 124              | Davide Bais ‏         | 38               |
| 125              | فرانسيسكو جافازي     | 33               |
| 126              | دييغو روزا           | لم يكمل السباق   |
| 127              | ميركو مايستري        | لم يكمل السباق   |

| Equipo Kern Pharma ‏ EKP | Equipo Kern Pharma ‏ EKP | Equipo Kern Pharma ‏ EKP |
| ----------------------- | ----------------------- | ----------------------- |
| م                       | عداء                    | مرتبة                   |
| 131                     | Sergio Araiz ‏           | لم يكمل السباق          |
| 132                     | Roger Adrià ‏            | 32                      |
| 133                     | Iván Moreno ‏            | 53                      |
| 134                     | Urko Berrade ‏           | 58                      |
| 135                     | فرنسيسكو غالفان         | لم يكمل السباق          |
| 136                     | مارتي ماركيز            | 69                      |
| 137                     | Iván Cobo ‏              | لم يكمل السباق          |

| Arkéa-Samsic ARK | Arkéa-Samsic ARK  | Arkéa-Samsic ARK |
| ---------------- | ----------------- | ---------------- |
| م                | عداء              | مرتبة            |
| 151              | ماكسيم بويه       | 18               |
| 152              | ايلي جيسبرت       | لم يكمل السباق   |
| 153              | Łukasz Owsian ‏    | 16               |
| 154              | Dayer Quintana ‏   | لم يكمل السباق   |
| 155              | Alessandro Verre ‏ | 36               |
| 156              | وينر أنكونا       | 57               |
| 157              | أنتوني ديلابلاسي  | 35               |

| فريق إيطاليا لركوب الدراجات للرجال 2022 ‏ ITA | فريق إيطاليا لركوب الدراجات للرجال 2022 ‏ ITA | فريق إيطاليا لركوب الدراجات للرجال 2022 ‏ ITA |
| -------------------------------------------- | -------------------------------------------- | -------------------------------------------- |
| م                                            | عداء                                         | مرتبة                                        |
| 161                                          | Michele Scartezzini ‏                         | لم يكمل السباق                               |
| 162                                          | نيكولو بونيفازيو                             | لم يكمل السباق                               |
| 163                                          | Kevin Colleoni ‏                              | 74                                           |
| 164                                          | Filippo Conca ‏                               | 65                                           |
| 165                                          | دانيال أوس                                   | 31                                           |
| 166                                          | Juri Zanotti ‏                                | لم يكمل السباق                               |
| 167                                          | Nadir Colledani ‏                             | لم يكمل السباق                               |

| بلترامي تي إس أيه–مارشيول ‏ BTC | بلترامي تي إس أيه–مارشيول ‏ BTC | بلترامي تي إس أيه–مارشيول ‏ BTC |
| ------------------------------ | ------------------------------ | ------------------------------ |
| م                              | عداء                           | مرتبة                          |
| 171                            | توماس بسنتي ‏                   | 23                             |
| 172                            | Andrea Piras ‏                  | لم يكمل السباق                 |
| 173                            | Matteo Freddi‏                  | لم يكمل السباق                 |
| 174                            | Pietro Aimonetto‏               | لم يكمل السباق                 |
| 175                            | Andrea Biancalani‏              | لم يكمل السباق                 |
| 176                            | Luca Cibrario‏                  | 77                             |
| 177                            | Mattia Gardi‏                   | لم يكمل السباق                 |

| Biesse–Carrera ‏ BIE | Biesse–Carrera ‏ BIE   | Biesse–Carrera ‏ BIE |
| ------------------- | --------------------- | ------------------- |
| م                   | عداء                  | مرتبة               |
| 181                 | Giacomo Villa ‏        | لم يكمل السباق      |
| 182                 | Michael Belleri ‏      | لم يكمل السباق      |
| 183                 | Riccardo Ciuccarelli ‏ | لم يكمل السباق      |
| 184                 | Anders Foldager ‏      | 67                  |
| 185                 | Mattias Nordal ‏       | لم يكمل السباق      |
| 186                 | Lorenzo Roda‏          | لم يكمل السباق      |
| 187                 | أندريا غاروسيو        | 44                  |

| جنرال ستور بوتولي زارديني ‏ GEF | جنرال ستور بوتولي زارديني ‏ GEF | جنرال ستور بوتولي زارديني ‏ GEF |
| ------------------------------ | ------------------------------ | ------------------------------ |
| م                              | عداء                           | مرتبة                          |
| 191                            | Marco Palomba‏                  | لم يكمل السباق                 |
| 192                            | Ettore Pozza‏                   | لم يكمل السباق                 |
| 193                            | Samuele Carpene‏                | 71                             |
| 194                            | Francesco Busatto ‏             | لم يكمل السباق                 |
| 195                            | Ricardo Tosin‏                  | لم يكمل السباق                 |
| 196                            | Filippo D'Aiuto ‏               | لم يكمل السباق                 |
| 197                            | Carlo Francesco Favretto‏       | لم يكمل السباق                 |

| MG.K vis Colors for Peace ‏ MGK | MG.K vis Colors for Peace ‏ MGK | MG.K vis Colors for Peace ‏ MGK |
| ------------------------------ | ------------------------------ | ------------------------------ |
| م                              | عداء                           | مرتبة                          |
| 201                            | Paul Double ‏                   | لم يكمل السباق                 |
| 202                            | Jacopo Cortese‏                 | لم يكمل السباق                 |
| 203                            | Guido Draghi‏                   | لم يكمل السباق                 |
| 204                            | Daan Hoeks ‏                    | لم يكمل السباق                 |
| 205                            | Max Stedman ‏                   | لم يكمل السباق                 |
| 206                            | Francesco Carollo‏              | 79                             |
| 207                            | Simone Piccolo‏                 | لم يكمل السباق                 |

| كولباك ‏ CPK | كولباك ‏ CPK          | كولباك ‏ CPK    |
| ----------- | -------------------- | -------------- |
| م           | عداء                 | مرتبة          |
| 211         | Lorenzo Balestra‏     | لم يكمل السباق |
| 212         | أليساندرو بارون‏      | لم يكمل السباق |
| 213         | Egidio Karim Raviele‏ | لم يكمل السباق |
| 214         | Sergio Meris ‏        | لم يكمل السباق |
| 215         | Mattia Petrucci ‏     | 61             |
| 216         | Matteo Ambrosini ‏    | لم يكمل السباق |
| 217         | Gidas Umbri ‏         | لم يكمل السباق |

| Team Solution Tech–Vini Fantini ‏ COR | Team Solution Tech–Vini Fantini ‏ COR | Team Solution Tech–Vini Fantini ‏ COR |
| ------------------------------------ | ------------------------------------ | ------------------------------------ |
| م                                    | عداء                                 | مرتبة                                |
| 221                                  | Simone Olivero ‏                      | لم يكمل السباق                       |
| 222                                  | Matteo Amella ‏                       | لم يكمل السباق                       |
| 223                                  | Marco Murgano ‏                       | 54                                   |
| 224                                  | دافيد بالداكيني ‏                     | لم يكمل السباق                       |
| 225                                  | Stefano Gandin ‏                      | لم يكمل السباق                       |
| 226                                  | Lorenzo Iacchi‏                       | لم يكمل السباق                       |
| 227                                  | Jan Stöckli ‏                         | لم يكمل السباق                       |

| Q36.5 Continental Team ‏ T4Q | Q36.5 Continental Team ‏ T4Q | Q36.5 Continental Team ‏ T4Q |
| --------------------------- | --------------------------- | --------------------------- |
| م                           | عداء                        | مرتبة                       |
| 231                         | Negasi Haylu Abreha ‏        | لم يكمل السباق              |
| 232                         | Mattia Guasco‏               | 47                          |
| 233                         | Ghebrehiwet Birhane‏         | لم يكمل السباق              |
| 234                         | Alessandro Iacchi ‏          | لم يكمل السباق              |
| 235                         | Kevin Bonaldo‏               | 76                          |
| 236                         | Jacopo Menegotto‏            | لم يبدأ                     |
| 237                         | Nicolò Parisini ‏            | لم يكمل السباق              |

| Sam–Vitalcare–Dynatek ‏ IWM | Sam–Vitalcare–Dynatek ‏ IWM | Sam–Vitalcare–Dynatek ‏ IWM |
| -------------------------- | -------------------------- | -------------------------- |
| م                          | عداء                       | مرتبة                      |
| 241                        | راؤول كولومبو‏              | 43                         |
| 242                        | Francesco Zandri‏           | لم يكمل السباق             |
| 243                        | Lorenzo Ginestra‏           | لم يكمل السباق             |
| 244                        | Federico Burchio ‏          | لم يكمل السباق             |
| 245                        | Riccardo Lucca ‏            | 72                         |
| 246                        | Nicola Venchiarutti ‏       | 42                         |
| 247                        | Samuele Zambelli ‏          | 75                         |

## التصنيف العام النهائي
| التصنيف العام         | التصنيف العام        | التصنيف العام | التصنيف العام                 | التصنيف العام |
| العداء                | العداء               | البلد         | الفريق                        | الوقت         |
| --------------------- | -------------------- | ------------- | ----------------------------- | ------------- |
| 1                     | جان بولانك           | سلوفينيا      | فريق الإمارات                 | 5 س 02 د 25 ث |
| 2                     | خوان أيوسو           | إسبانيا       | فريق الإمارات                 | + 2 ث         |
| 3                     | Alessandro Covi ‏     | إيطاليا       | فريق الإمارات                 | + 2 ث         |
| 4                     | لورينزو روتا         | إيطاليا       | انترمارشي وانتي جوبيرت ماتيرو | + 2 ث         |
| 5                     | كارلوس رودريغيز كانو | إسبانيا       | Ineos Grenadiers              | + 8 ث         |
| 6                     | Victor Lafay ‏        | فرنسا         | كوفيديس                       | + 24 ث        |
| 7                     | دييغو يليسي          | إيطاليا       | فريق الإمارات                 | + 32 ث        |
| 8                     | جوليو سيكوني         | إيطاليا       | تريك سيغافريدو                | + 32 ث        |
| 9                     | كوينتين باشر         | فرنسا         | Groupama-FDJ                  | + 32 ث        |
| 10                    | Clément Champoussin ‏ | فرنسا         | AG2R Citroën Team             | + 32 ث        |
| مصدر: ProCyclingStats |                      |               |                               |               |

## وصلات خارجية
- الموقع الرسمي
- لمحة عن سباق تروفيو لايقويليا 2022 على موقع  ProCyclingStats   (برو  سايكلنج  ستاتس) - إحصاءات  محترفي  الدراجات.
- تروفيو لايقويليا 2022 على موقع إحصائيات الدراجات الإحترافية (الإنجليزية)